# Берёзовец (Галичский район)
Берёзовец — село в Галичском районе Костромской области России. Административный центр Берёзовского сельского поселения.

## География
Село расположено на берегу реки Ноля.

## История
Впервые упоминается в 1629 году.
Согласно Спискам населённых мест Российской империи в 1872 году село Никола-Березовец что на Ноле относилось к 2 стану Солигаличского уезда Костромской губернии. В нём числилось 5 дворов, проживало 7 мужчин и 9 женщин. В селе имелись две православные церкви, располагалось Нольско-Березовское волостное правление, проводились две ярмарки в год, еженедельные базары.  8 января 1880 года в селе было открыто Николо–Берёзовское одноклассное сельское начальное  народное училище. В 1882 году в училище обучалось 46 учеников (40 мальчиков и 6 девочек).
Согласно переписи населения 1897 года в погосте Николо-Березовец проживал 31 человек (9 мужчин и 22 женщины).
Согласно Списку населённых мест Костромской губернии в 1907 году погост Николо-Березовец относился к Нольско-Березовской волости Солигаличского уезда Костромской губернии. По сведениям волостного правления за 1907 год в нём числилось 9 крестьянских дворов и 30 жителей. В погосте имелась школа, проводились две ярмарки в год.
До муниципальной реформы 2010 года село также являлось центром Березовского сельского поселения.
По состоянию на 1 января 2014 года в селе числилось 150 хозяйств, проживало 350 человек.

## Население
| 2008 | 2010 | 2012 | 2014 |
| ---- | ---- | ---- | ---- |
| 365  | ↘293 | ↗365 | ↘363 |